# Duplipetala hexagona
Duplipetala hexagona är en gentianaväxtart som först beskrevs av Kerr, och fick sitt nu gällande namn av Thiv. Duplipetala hexagona ingår i släktet Duplipetala och familjen gentianaväxter. Inga underarter finns listade i Catalogue of Life.